# Buncărul (carte)

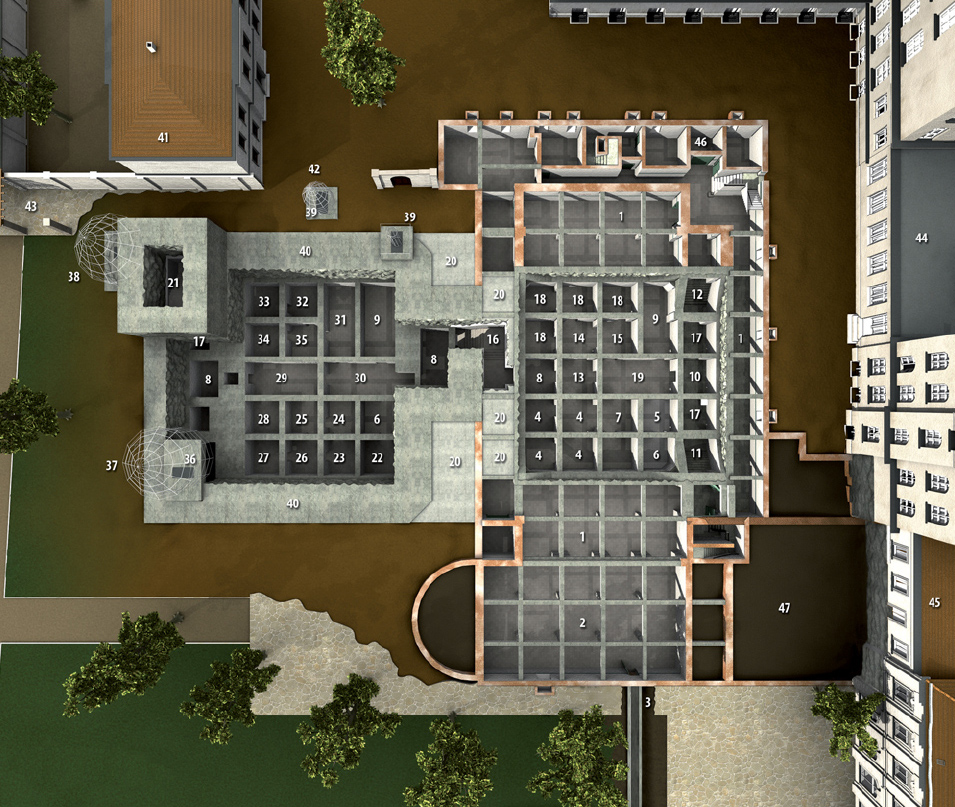
Planul fostului Buncăr al Führerului

Buncărul (în germană Die Katakombe), publicat și ca The Berlin Bunker, este o relatare din 1975, scrisă de jurnalistul american James P. O'Donnell și jurnalistul german Uwe Bahnsen, despre istoria Führerbunkerului în 1945, precum și despre ultimele zile ale dictatorului german Adolf Hitler. Ediția în limba engleză a fost publicată pentru prima dată în 1978 ca The Bunker. Spre deosebire de alte relatări, O'Donnell și-a concentrat mult timp asupra altor locuitori, mai puțin renumiți, ai complexului de buncăre. În plus, spre deosebire de lucrările mai academice ale istoricilor, cartea are o abordare jurnalistică. Cartea a fost folosită ulterior ca bază pentru un film de televiziune CBS omonim din 1981.